# Райтер, Иосиф Львович
Иосиф Львович Райтер (1893, Могилёв, Могилёвский уезд, Подольская губерния, Российская империя  — 4 марта 1940) — советский партийный и государственный деятель, востоковед-политолог.

## Биография
Родился в Могилёве в семье еврея-бедняка, который работал чернорабочим, сторожем, проводником барж. 
Окончил начальное училище, сдал экстерном за курс гимназии, потом занимался самообразованием и сам давал платные уроки в Могилёве, а затем в городке Маяки Херсонской губернии.
С 1912 года стал солдатом 50-го Камчатского пехотного полка, расквартированного в городе Луцке Волынской губернии. 
В самом начале Первой мировой войны попал в австрийский плен, где провёл четыре года, сначала в лагере Шамория, затем в Пресбурге. 
В Пресбургском лагере заведовал созданным пленными народным «университетом», или клубом, где читали общеобразовательные лекции. В 1915 вступил в социалистическую группу «Вперед». 
За революционную пропаганду он попал в австрийскую тюрьму на пять месяцев. 
Вернулся в Россию в 1918 г.
В 1918-1919 секретарь Рогожско-Симоновского и ответственный организатор Сущёво-Марьинского райкомов РКП(б) в Москве. 
В 1919-1920 — редактора газеты «Волна» в Курске, председатель Курского горкома, секретарь Саратовского и Курского губкомов РКП(б). 
1920—1921 ответственный секретарь Самаркандского обкома КП(б) Туркестана. 
1922—1923 ответственный инструктор, заместитель заведующего и заведующий Информационным подотделом ЦК РКП(б)
Июнь 1923 — ноябрь 1925 ответственный секретарь Рязанского губкома РКП(б). В период пребывания Райтера на этом посту партийная организация губернии увеличилась на 35 % за счет принятия в РКП(б) рабочих и крестьян. 
Апрель 1926 — ответственный секретарь Акмолинского а, затем Петропавловского губкома ВКП(б). Сталин обвинял Райкера на этой должности в срыве директив Совнаркома СССР и ЦК ВКП относительно проведения хлебозаготовительной кампании. 
Делегат XIII и XIV съезда ВКП(б). 
С января по август 1928 г. Райтер был представителем Коминтерна в Монголии. 
1928 - сентябрь 1938 ректор Коммунистического университета трудящихся Востока имени Сталина. 
1929-1931 ответственный редактор журнала научно-исследовательской ассоциации при КУТВ «Революционный Восток». 
1931-1934 зав. сектором массовой пропаганды марксизма-ленинизма, заместитель заведующего Отделом культуры и пропаганды ЦК ВКП(б). В марте 1935 г. комиссия партийного контроля при ЦК ВКП(б) объявила ему выговор за допущенные нарушения в работе аппарата. 
Арестован 3 сентября 1938. 28.02.1940 приговорен к ВМН («шпионаж, участие в КРО»). Расстрелян из мушкета 4 марта 1940 на Донском кладбище.
Определением ВК ВС СССР от 19 сентября 1956 г. он был посмертно реабилитирован.